# Uca
Uca – rodzaj krabów morsko-lądowych obejmujący blisko 100 gatunków (często spotykanych pod nazwą krab skrzypek). Zaliczany do rodziny Ocypodidae, jest najbliżej spokrewniony z krabami z rodzaju Ocypode. Cały rodzaj składa się z krabów o małych rozmiarach – największe mają niewiele ponad 5 cm długości. Kraba skrzypka można znaleźć na morskich plażach, słonawych, błotnistych obszarach pływowych, lagunach i mokradłach.
Tak jak inne kraby, skrzypki zmieniają pancerz w miarę rośnięcia. Jeżeli wcześniej straciły szczypce lub inne odnóża, po linieniu na miejscu brakujących pojawią się nowe. Jeżeli stracą duże szczypce (tylko jedne z pary wyróżniają się wielkością) odzyskają je po linieniu, ale po przeciwnej stronie. Na krótko po linieniu kraby są bardzo wrażliwe, ze względu na nowy, delikatny pancerz. W tym okresie unikają kontaktu i ukrywają się aż do stwardnienia nowego pancerza.

## Środowisko

Samiec Uca perplexa wymachujący szczypcami

Znajdywany w słonych moczarach, na piaszczystych i błotnistych plażach Afryki Zachodniej, zachodniego Atlantyku, wschodniego Pacyfiku oraz Indo-Pacyfiku, jest łatwo rozpoznawalny dzięki wyraźnie asymetrycznym szczypcom, występującym wyłącznie u samców. Samce chełpią się przerośniętymi szczypcami, które odgrywają ważną rolę w zalotach, a także są istotnymi sygnalizatorami dla przedstawicieli tego samego gatunku. Ruch małych szczypiec do otworu gębowego podczas odżywiania zainspirował nazwę zwyczajową dla krabów z rodzaju Uca – krab skrzypek. Małe szczypce przypominają smyczek, którym krab gra na dużych szczypcach, jak na skrzypcach.

## Odżywianie

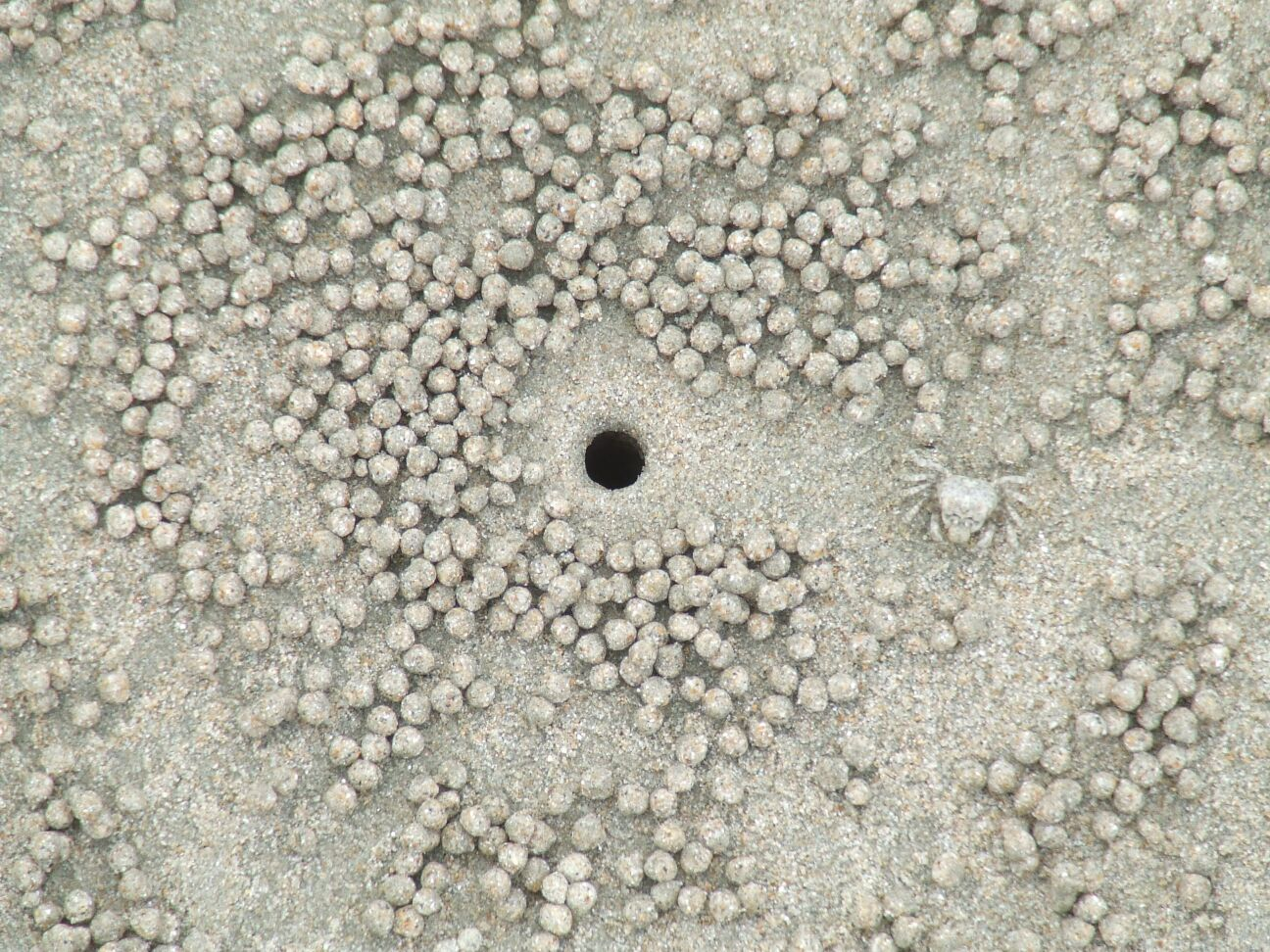
Osadowe kulki wokół nory kraba z rodziny Ocypodidae

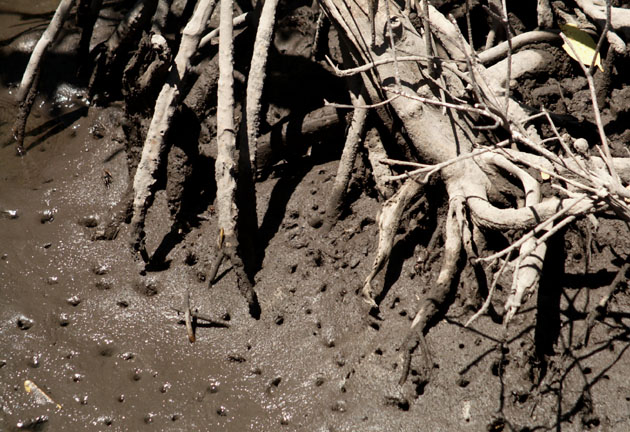
Nory kraba skrzypka pomiędzy korzeniami namorzynów

Małymi szczypcami unosi fragmenty osadów do otworu gębowego, gdzie ich zawartość zostaje przesiana. Kiedy wszystko, co jadalne zostaje oddzielone – mogą to być algi, drobnoustroje, grzyby lub detrytus – pozostały osad zostaje zwrócony w formie małej kulki. Obecność tych osadowych kulek przed wejściem do nory doskonale informuje o jej lokatorze. Niektórzy eksperci uważają, że zwyczaje żywieniowe tych krabów odgrywają kluczową rolę dla przetrwania podmokłych środowisk - przesiewając piasek znacząco napowietrzają podłoże. 

## Cykl życiowy
Krab skrzypek żyje raczej krótko, do 2 lat na wolności, i do 3 w niewoli. W okresie godów samce wymachują dużymi szczypcami i stukają nimi o podłoże, aby przyciągnąć samice. Zdarzają się także walki między samcami, mające prawdopodobnie zaimponować samicom. Jeżeli krab skrzypek straci duże szczypce, małe z tej samej pary zaczną rosnąć i wydłużać się. Natomiast kikut po odjętych dużych szczypcach zregeneruje się i powstaną małe szczypce. U niektórych gatunków w tym samym przypadku małe szczypce pozostaną małe, a duże zregenerują się stopniowo podczas kolejnych linień – po pierwszym będą mniej więcej o połowę mniejsze. 
Samica kraba skrzypka nosi jaja zgromadzone w spodniej części ciała. Pozostaje w norze przez dwutygodniowy okres, po którym nieśmiało wychodzi, aby uwolnić jaja z odpływem. Larwy prowadzą planktoniczny tryb życia przez ok. dwa tygodnie.

## Podrodzaje i gatunki
- Australuca
  - Uca bellator
  - Uca elegans
  - Uca hirsutimanus
  - Uca longidigitum
  - Uca polita
  - Uca seismella
  - Uca signata
- Gelasimus
  - Uca borealis
  - Uca dampieri
  - Uca formosensis
  - Uca hesperiae
  - Uca neocultrimana
  - Uca tetragonon
  - Uca vocans
  - Uca vomeris
- Leptuca
  - Uca annulipes
  - Uca argillicola
  - Uca batuenta
  - Uca beebei
  - Uca bengali
  - Uca coloradensis
  - Uca crenulata
  - Uca cumulanta
  - Uca deichamnni
  - Uca dorotheae
  - Uca festae
  - Uca helleri
  - Uca inaequalis
  - Uca lactea
  - Uca latimanus
  - Uca leptochela
  - Uca leptodactyla
  - Uca limicola
  - Uca mjoebergi
  - Uca musica
  - Uca oerstedi
  - Uca panamensis
  - Uca perplexa
  - Uca saltitanta
  - Uca speciosa
  - Uca spinicarpa
  - Uca stenodactylus
  - Uca tallanica
  - Uca tenuipedis
  - Uca terpsichores
  - Uca tomentosa
  - Uca triangularis
- Minuca
  - Uca brevifrons
  - Uca burgersi
  - Uca ecuadoriensis
  - Uca galapagensis
  - Uca herradurensis
  - Uca longisignalis
  - Uca marguerita
  - Uca minax
  - Uca mordax
  - Uca panacea
  - Uca pugilator
  - Uca pugnax
  - Uca pygmaea
  - Uca rapax
  - Uca subcylindrica
  - Uca thayeri
  - Uca umbratila
  - Uca victoriana
  - Uca virens
  - Uca vocator
  - Uca zacae
- Paraleptuca
  - Uca chlorophthalmus
  - Uca crassipes
  - Uca inversa
  - Uca sindensis
- Tubuca
  - Uca acuta
  - Uca arcuata
  - Uca capricornis
  - Uca coarctata
  - Uca demani
  - Uca dussumieri
  - Uca flammula
  - Uca forcipata
  - Uca paradussumieri
  - Uca rhizophorae
  - Uca rosea
  - Uca typhoni
  - Uca uvillei
- Uca
  - Uca heteropleura
  - Uca insignis
  - Uca intermedia
  - Uca major
  - Uca maracoani
  - Uca monolifera
  - Uca ornata
  - Uca princeps
  - Uca stylifera
  - Uca tangeri - skrzypek brązowy